# Microchilo acroperalis
Microchilo acroperalis är en fjärilsart som beskrevs av George Francis Hampson 1908. Microchilo acroperalis ingår i släktet Microchilo och familjen Crambidae. Inga underarter finns listade i Catalogue of Life.

## Bildgalleri

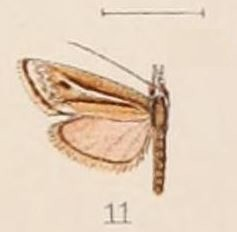